# Steve Michiels
Pour les articles homonymes, voir Michiels.
Steve Michiels dit Steve, né le 23 février 1970 à Lokeren (province de Flandre-Orientale), est un dessinateur de presse, auteur de bande dessinée et illustrateur belge néerlandophone.

## Biographie
Steve Michiels naît le 23 février 1970 à Lokeren.
Il étudie les arts graphiques à l'Institut Saint-Luc de Bruxelles et successivement à l'Académie royale des beaux-arts de Gand. Sa thèse portait sur le livre d'images Ha-A-Ai, Lief en Leed (Geknipt Papier, 1992), également publié en édition limitée et distribué dans les librairies spécialisées.
Parmi ses influences graphiques figurent Peter van Straaten, Willy Vandersteen, Kamagurka, Saul Steinberg, René Magritte, Frans Masereel, Art Spiegelman, Charles Addams, Glen Baxter, Cheri Samba, Gary Larson, Matt Groening et les dessinateurs du The New Yorker.
Steve Michiels débute en 1993 par des dessins politiques dans le quotidien De Morgen et publie ensuite dans De Standaard, Het Laatste Nieuws, Knack, Humo, TV Expres, Teek et Bonanza, aux Pays-Bas dans NRC Handelsblad, Het Parool, VPRO-gids et Vrij Nederland et en France dans Fluide glacial  à partir de 2004,. Steve enseigne l’illustration à l'Institut Saint-Luc à Gand où il a eu pour élève Brecht Evens et Brecht Vandenbroucke. Il publie plusieurs livres de littérature d'enfance et de jeunesse qu'il illustre ou écrit,. Avec Baby Pop en Billy Boef, un livre pour enfants de l'actrice Pascale Platel édité chez Lannoo en 2002, il reçoit en 2003 le prix Boekenpluim. En 2007, il reçoit le prix BeNe pour le meilleur dessin belgo-néerlandais, avec un dessin sur l’autocensure après la publication des fameux cartoons danois jugés anti-islamiques.
En 2013, il publie un roman graphique Crépuscule civil dans la collection « Amphigouri » aux éditions bruxelloises Frémok qui est un pamphlet mettant en scène la petite bourgeoisie flamande où il mêle bagarre, beuveries, crises cardiaques, godemichets, policiers et faits divers.
Il livre encore Cahier de vacances pour la plage, la révolution et les dîners mondains pour la collection « Flore » chez le même éditeur en 2015.
L'artiste expose ses œuvres à la galerie gothique du Musée des tapisseries d’Aix-en-Provence en 2015 puis à Paris la même année, à Jette en 2017, ainsi qu'à Lokeren en 2018.

## Œuvres

### Albums de bande dessinée
en français
- Crépuscule civil[9],[5],[10], Frémok, coll. « Amphigouri », 5 septembre 2013
Scénario et dessin : Steve Michiels - Couleurs : bichromie -  (ISBN 978-2-930204-68-0),Format à l'italienne.

- Cahier de vacances pour la plage, la révolution et les dîners mondains, Frémok, coll. « Flore », Bruxelles, 11 juin 2015
Scénario, dessin et couleurs : Steve Michiels -  (ISBN 978-2-930204-88-8)

### Expositions collectives
- Brussels in shorts (Passaporta/Oogachtend), Centre belge de la bande dessinée du 27 octobre au 7 décembre 2014. Cette exposition est consacrée au concours, sous la présidence de Judith Vanistendael, de création Brussels in Shorts à l'instigation de Passa Porta, maison de littérature internationale, réunissant de jeunes auteurs dont les Belges : Laure Allain et Michaël Olbrechts, Delphine Frantzen, Fabienne Loodts, Kim Duchateau, Steven Dhondt ou Steve qui ont eu l’occasion de découvrir la ville et de s’en inspirer[11]. Un album Bruss.2 est publié aux éditions Oogachtend[12].

### Collectifs
- (nl + fr) Press Cartoon Belgium 2006 : de beste cartoons uit de Belgische pers van het jaar 2005 = Press Cartoon Belgium 2006 : les meilleurs dessins de presse parus en 2005 dans la presse belge, Leuven, Van Halewyck, 2006, 143 p., ill. ; 22 cm (ISBN 90-5617-694-3)

## Prix et récompenses
- 2003 :  prix Boekenpluim (nl)[3] avec partagé avec Pascale Platel pour Baby Pop en Billy Boef ;
- 2007 :  prix BeNe (nl)[3] du meilleur dessin politique pour un dessin sur l’autocensure après la publication des fameux cartoons danois jugés anti-islamiques.

#### Livres
: document utilisé comme source pour la rédaction de cet article.
- Philippe Mellot, Michel Denni, Laurent Turpin et Isabelle Morzadec, Trésors de la bande dessinée : BDM 2023-2024 - Catalogue encyclopédique et Argus, Paris, Les Arènes, novembre 2022, 23e éd., 1677 p., ill. ; 23 cm (ISBN 9791037507280, OCLC 1351462460, présentation en ligne), p. 344. .